# Cussonia holstii
Cussonia holstii es una especie de plantas con flores perteneciente a la familia  Araliaceae.

## Descripción
Es un árbol que alcanza un tamaño de 20 - 25 metros de altura, con tronco recto, algunas veces mayor de 1 metro de diámetro y 10 m de altura o más, corteza fisurada, hojas oblongas  como de papel, compuestas y con pecíolo de 41,5 cm de largo, ± glabras; lámina de ± 18x36 cm.

## Ecología
Se encuentra en las rocas de granito, a veces localmente frecuentes sobre los afloramiento de rocas con Brachystegia microphylla, en bosque siempreverdes secos (bordes) de pastizales, matorral semi-perenne con Buxus, Juniperus, sobre la lava a una altitud de 1050-2600 metros. Es variable en la forma de las hojas.

## Usos en medicina popular
La medicina tradicional de Kenia ha atribuido propiedades para el tratamiento de las infecciones a esta planta. Científicamente se encontró una actividad sustancial contra las tricomonas en el extracto de diclorometano de la corteza de Cussonia holstii.

## Taxonomía
Cussonia holstii fue descrita por Harms ex Engl. y publicado en Abhandlungen der Königlichen Akademie der Wissenschaften zu Berlin 1894: 63. 1894.
Etimología
Cussonia: nombre genérico otorgado en honor del botánico francés Pierre Cusson (1727–1783).
holstii: epíteto
Sinonimia
- Cussonia bequaertii De Wild.
- Cussonia boranensis Cufod.
- Cussonia holstii f. integrifoliola Tennant
- Cussonia holstii var. tomentosa Tennant
- Cussonia microstachys Harms[5][6]